# Teufels-Bächlein
Das Teufels-Bächlein, auch Teufelsbächlein, ist ein Zufluss des Zottelbachs. Dieser ist ein Nebenfluss der Saale.

## Namensbedeutung
Der Name leite sich vom althochdeutschen tiufal bzw. dem mittelhochdeutschen tiuvel oder tievel ab – was Teufel bedeutet. Warum im Volksglauben dieser Teil der Landschaft durch den Teufel belebt wurde, ist unbekannt.